# Génération 386
 (juillet 2023).
Si vous disposez d'ouvrages ou d'articles de référence ou si vous connaissez des sites web de qualité traitant du thème abordé ici, merci de compléter l'article en donnant les références utiles à sa vérifiabilité et en les liant à la section « Notes et références ».
La Génération 386, en référence au processeur 386, désigne une génération de sud-coréens nés dans les années 1960 et qui deviennent adultes dans les années 1980. La génération est marquée par un fort militantisme politique qui aboutit aux manifestations démocratiques de juin 1987.